# Les Terres du couchant
Les Terres du couchant est un roman de Julien Gracq publié en 2014 aux éditions José Corti de manière posthume.

## Résumé

### Cadre
L'action se déroule majoritairement dans un Moyen Âge tardif, au christianisme discret (chapelle, croix, missel, cloche de fer, salut, les chemins de la Bible, église de saint-Blaise), à technologie militaire récente redoutée (pistolet, la poudre et le plomb, fusillade, canon, coup de feu). L'Europe de référence y est élargie et approximative, entre Géorgie et Lusitanie, Calédonie et Lituanie, avec pins, sapins, mélèzes, chênes, châtaigniers, mais aussi pommiers, poiriers, poivrons, tabac, vaches, chevaux, poules et cigales (?). Il est également fait allusion à un livre sur la Norvège, au Livre des Merveilles de Marco Polo, à un ouvrage de Manducchi sur le pays des Abkhayes, et à un Tractatus de fide (p. 117).
Les noms des lieux sont mêlés : Bréga-Vieil, Gemma, Briona-Haute, la Grange d'Ithô, l'entrée du Perré, Croissarmé, Roscharta, la cense de Brenin, les grèves de Lilia, le camp de Sturve, la Crête du Sanglier, les gorges de la Luesna, le Mont-Harbré, la Chaise-Plane, la chevalerie des Marches, le désert des Pierres Noires, les oasis de l'Angarie, les sommets de l'Herkla et du Lindafell, la gorge de Balkh, le château d'Armagh, la Charbonnière.
Le narrateur et personnage principal demeure anonyme. Son petit groupe se compose surtout de Lero, Hal, Bertold, et Hingaut. Les personnages féminins sont rares, anonymes (compagnes nocturnes), à l'exception de la comédienne Aega. L'ennemi est multiple, angarien, et en partie djoungare (de Dzoungarie peut-être).

### Bréga-Vieil
La ville fortifiée est la capitale du Royaume, 
« à des centaines de lieues de ses frontières. (p. 34) »
 Protégée par sa très haute culture, ses lourds vaisseaux de pierre, ses courtines du château des Comtes, ou encore  la résidence seigneuriale et tous ses dignitaires, 
« la ville s'endormait, amarrée par les siècles aux pitons de ses roches de vigie,  (p. 11) »
dans une espèce de retraite, d'isolement hargneux, refusant d'admettre la grande menace, le grand péril. Certes, il ne s'agit pas d'un raid, mais d'une invasion plus lente, mieux organisée, plus méthodique. 
« Le calme très réel du Royaume nous devenait à lui seul la preuve de l'insignifiance du danger (p. 18) »
Un sourire entr'ouvert sur des harmonies ineffables de fourberie paterne et de tendre compromis conjugal, de quoi maintenir la rêverie des peuples vieillards (p. 19) insoucieux de la coulée de lave et polus encore le silence, un silence nauséeux comme une lumière d'éclipse, dans lequel on entendait craquer la terre entre les mâchoires du dragon (p. 16).
Le narrateur, pris par ses occupations à la Chambre du Cadastre, à l'enregistrement des biens fonds, aux continuelles cours de justice, se retrempe, lors d'excursions campagnardes pour apprécier les limites et les litiges et régler l'assiette des dîmes, les questions de bornage (Compte-Pesé-Divisé, avec cordeau, chaîne d'arpenteur, jalons, règle) : il y avait aussi un réconfort, après l'émission continue de fausse monnaie qu'était devenu le langage de la ville, à se retremper parmi ce peuple du sol pour lequel les mots gardaient leur fraîcheur et leur attache (p. 22). Lors d'une de ces chevauchées de justice, à Gemma, bien avant les grosses pluies d'ouest, il assiste à une assemblée semi-clandestine, autour d'un voyageur, portant le manteau blanc des moines-soldats qui tenaient garnison dans quelques-unes des forteresses des passes (p. 27), juste arrivé de Roscharta, interrompue par l'intervention du procureur fiscal local.
Il se décide alors, pour un petit groupe d'amis faciles à vivre, de faire tous les préparatifs pour un départ sans autorisation (destinée à retarder les volontaires au départ). La troupe qui s'en va à l'aventure se compose de Lero (l’invité des brouillards, collectionneur de monnaies anciennes), Hal (administrateur de forêt domaniale), Bertold (notre coutumier, notre tradition, et le livre ouvert de notre courte sagesse acquise (p. 40).
Il s'agit d'abord de partir, chacun individuellement, en résidence d'été, comme la bonne société de Bréga-Vieil, à Briona-Haute, au camp de Sturve. L'été se passe en promenades à cheval, en veste de chasse et tête nue, en invitations de garnison inoccupée, en nuitées animées, en retours de contrebandiers (p. 48), en amours (cette main abandonnée dans la mienne), et surtout en sensations : aube lunaire, heure glorieuse, allégresse, appel de la forêt, splendide et chevelue. Ce silence m'exaltait et m'intimidait : on eût dit celui d'une ville évacuée où se retranche une arrière-garde (p. 50).

### Le grand chemin
Un matin d'octobre enfin, vers midi tout se trouva prêt : [...] L'hiver venait qui allait lui ouvrir les routes (p. 50, selon un livre sur la Norvège). La veille encore du départ, il apprécie cette vie exténuée, le très fin mortier d'abeille qui feutrait cette vie tapie, l'endormait au vent et aux tempêtes du dehors, tamisait dans le fond de ses allées étouffées et de ses pièces noires le silence plus subtil [...] des horloges-de-mort (p. 51). L'arrachement se fait par un mauvais rêve, un combat avec un ange ennuyé dont le genou posait sur ma poitrine et dont la tête, par-dessus l'épaule, regardait distraitement ailleurs (p. 52). Au réveil, tout dans ce voyage me paraissait soudain douteux et dérisoire : j'avais peur de m'en aller sur la terre sans lieu (p. 53).
La traversée des marches orientales est joyeuse, avec certains soirs une tristesse de chien sans maître, à chevaucher travers les anciennes manses du Royaume abandonnées depuis longtemps, les limbes drapés de brouillards : la nuit soudain était là, assise au bord des mares, la joue immobile contre le reflet louche où les bêtes vont boire (p. 58). Parfois, un baronnage haut en couleur, du clan de Bertold, ces vieux sangliers de l'Est les accueillaient dans ces bauges féodales cernées d'eaux mortes.
À la Crête du Sanglier, à la cense de Brexin, il s'agit d'abandonner les chevaux et de franchir dès la première nuit la très ancienne muraille qui marquait la frontière et que le Royaume depuis des siècles opposait aux marées (p. 62). La hauteur de trente pieds exige des échelles, toutes cadenassées, et les forces de surveillance sont actives.
Dix jours plus tard, c'est l'entrée du Perré, étroit chemin pavé qui conduisait sur des centaines de lieues, dernière ligne de vie, fil mince, étiré, blanchi de soleil, pourri de feuilles mortes (p. 75), route fossile, cicatrice blanchâtre et indurée, ligne de vie usée qui végétait encore au travers des friches comme sur une paume. Cette Route ensauvagée, voie forestière perdue, dans les solitudes confuses, débouche parfois sur une de ces clairières où les bêtes parlaient aux hommes (p. 79). On rencontre quelques épaves, bergeries, moulins, villages abandonnés, granges brûlées, hameaux évacués. Parfois, quelques bruits dans les arbres, quelques fumées lointaines, des flâneurs distants, petite moraine d'hommes (p. 88), et plus rarement des femmes, si fraternelles, converses du long voyage (pp. 89-93).
Après trois semaines de compagnonnage avec le groupe du chevalier Goar, la troupe s'en détache pour passer l'hiver aux Grèves de Lilia, moins un village qu'une étroite communauté hasardée sur les lisières habitées (p. 100) : la mer, vaste et grise, paissant le matin calme à petit bruit, comme une bête derrière la porte qui broute, la tête basse, et tire parfois sur sa chaîne en allongeant le cou (p. 97). Dans cette minuscule république, l'hivernage des mois noirs se paie de participation active aux travaux de tous : Hal à la Judition, Hal à la construction de barques, le narrateur à la pêche collective aux filets et aux casiers. Lero y meurt, victime de la fièvre des marais.

### Roscharta
Le narrateur, logé à la Commanderie, une forteresse dans la forteresse, qui donne cette sensation de lieu fermé, de monde clos, de fin de terre, n'est chargé d'aucun autre service que de demeurer un témoin de sang-froid, avec laissez-passer, pas encore pris par la fièvre obsidionale  . La ville est à peu près imprenable tant qu'aucun canon ne peut y être hissé par l'ennemi. Et la famine est bien lointaine. La citadelle, serrée, corsetée dans une armure chagrine de pierre et de silence (p. 120), est évidemment un excellent poste d'observation : enceintes, lac de l'Ernvö, steppe rouge, gorge du Balkh, château avancé d'Armagh, route du Mont-Harbré, géants de l'Herkla et du Lindafell, provoquant une très légère sensation de griserie partiellement due à la haute altitude.
Malgré l'armée agrarienne, guêpier qu'on secoue (p. 127), avec ses trois camps, les langues lignes régulières des feux ennemis, la ville basse reste champêtre. Du rempart, pour Gaudier, officier du rempart, la ville paraît observée plutôt qu'assiégée : autour de nous, c'est la mer. Mais aucune sortie n'est possible (faute de foin, faute de suffisamment de chevaux). Quelques jours auparavant, la ville a été bombardée de projectiles mous, les têtes des prisonniers de l'ennemi.
Le narrateur, à la relève matinale, se rend à la cabane de Hal, à la Charbonnière, assister au lever du soleil et participer aux agapes tumultueuses avec cinq ou six commensaux rustiques aux corps de géants débonnaires, une paysannerie naïve de forestiers : poussée de vie animale, ivresse charnelle contagieuse, libation joyeuse. En fin d'après-midi, c'est la promenade au Rempart de Mer, côté lac, là où l'ombre de la ville haute descend d'abord, entre qui-vive et repos. 
À une heure du matin, à la relève de nuit, avec Bertold, à une archère, on voit par la trouée, le château d'Armagh, vaisseau échoué, bête paralysée, toute communication désormais impossible. L'ennemi parle. Puis, la dernière année des défenseurs d'Armagh se fait dernière journée, dans un embrasement. Une sortie désespérée est surprise dans une ravine par la cavalerie djoungare. Les quelques rescapés sont ramenés en barque. Le blocus devenu hermétique, le vrai siège peut commencer.
Cependant, la ville préserve des réserves inattendues de fraîcheur, dont un châtelet désaffecté, transformé en théâtre, où il rencontre la comédienne Aega, source de soirées calmes, de nuits blanches, de matins d'accord parfait. 
C'est aussi la fraternité de tous ceux qui ont fait les huit cents lieues d'un chemin de dangers (p. 176), pour être là, aux avant-postes, à se souvenir aussi des noces profondes de la Route, d'une époque de bonheur.
Parmi les dernières scènes rapportées : une ultime sortie de reconnaissance, en barque, avec Bertold et Hingaut, avec accostage et repos jusqu'au rappel de la Ville par canonnade, une étrange scène de chasse au lièvre d'un cavalier djourgane (j'ai vu un homme marcher enveloppé un moment dans son dieu  (p. 224)) reparti indemne du fossé sous les remparts, la longue file des prisonniers d'Armagh dans leurs chemises blanches, les mains garrotées dans le dos et liés l'un à l'autre par le cou (p. 230) avec décapitation et construction d'une tour des crânes, le geste de lever de main au soleil couchant pour créer une ombre fugace sur la plaine, les visites aux jardins secrets des artisans (cuir, bois dur, soie, corne, osier) du quartier de l'Eau de Broye.

## Édition
- Les Terres du couchant, éditions José Corti, 260 pages  (ISBN 978-2-7143-1133-7).

La rédaction a débuté en 1953, puis a été interrompue, puis reprise, puis abandonnée. La nouvelle La Route, publiée dans le recueil La Presqu'île (1970), est un extrait de la première partie des Terres du couchant,.

## Accueil
Gracq présente le texte comme « mort : paix à ses cendres ». Cependant, l'« impossible inachèvement » le rend « sublime » : Les Syrtes II. « La beauté lancinante de la phrase gracquienne ». « Les thèmes retrouvés de la mer, de l’eau, de la forêt et du théâtre, sont revisités, tous lieux où l’on se perd en s’y cherchant, où l’on se trouve, à côté ».